# (26355) Grueber

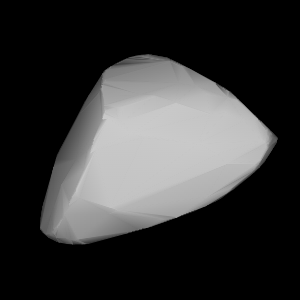

(26355) Grueber est un astéroïde de la ceinture principale.

## Description
(26355) Grueber est un astéroïde de la ceinture principale. Il fut découvert le 23 décembre 1998 à Linz par Erich Meyer. Il présente une orbite caractérisée par un demi-grand axe de 2,52 UA, une excentricité de 0,25 et une inclinaison de 12,2° par rapport à l'écliptique.

## Compléments